# وزارة المالية والتخطيط الاقتصادي (جنوب السودان)
وزارة المالية والتخطيط، هي وزارة تابعة لحكومة جنوب السودان. ترأس هذه الوزارة لأول مرة معالي السيد ديفيد دينق أثوربي بعد حصول البلاد على استقلالها عن السودان في عام 2011.
الوزير الحالي هو أوو دانيال شوانق، منذ اعتلائه المنصب في 15 مارس 2024.
ومع ذلك، أصدرت وزارة المالية والتخطيط الاقتصادي بيانًا في عام 2022 لوقف إصدار السحب على المكشوف من البنوك، وتفضل ضخ المزيد من الدولار الأمريكي في السوق.